# Manuel Quiroga Losada
Manuel Quiroga Losada  (Pontevedra, 15 de abril de 1892-Pontevedra, 19 de abril de 1961) fue un violinista español, actividad esta en la que alcanzó gran renombre internacional en su tiempo, siendo considerado junto con Pablo Sarasate, Fernando Palatín y Juan Manén, uno de los más grandes violinistas españoles de la historia.

## Biografía
Nació en Pontevedra, en la calle que hoy lleva su nombre el 15 de abril de 1892. Animado por su familia a estudiar el violín, estudió en Madrid y París. Ofreció su primer recital de violín el 12 de julio de 1903. 
En 1904 ingresó en el Real Conservatorio Superior de Música de Madrid, en donde estudió con José del Hierro (1864-1933) En 1909 ganó el acceso a un curso de estudios avanzados con Jules Boucherit en el Conservatorio de París, Francia. En París, se ve muy influido por los grandes violinistas de la denominada escuela francesa. Frecuenta a los violinistas y compositores George Enescu, rumano, Fritz Kreisler, estadounidense de origen austríaco y Eugène Ysaÿe, belga, quien le dedicaría su virtuosa sexta sonata para violín, lo que demuestra el enorme prestigio internacional de Quiroga, habida cuenta de que los dedicatarios de las anteriores cinco sonatas de Ysaÿe fueron violinistas de fama mundial como los mencionados Enescu y Kreisler, así como Joseph Szigeti, Jacques Thibaud y Mathieu Crickboom.
En 1911, con sólo diecinueve años, gana el primer premio del Conservatorio de París, convirtiéndose en el tercer violinista español en conseguirlo, después del gran Pablo Sarasate y del no menos genial Fernando Palatín. Formaban parte del jurado, importantes compositores como Gabriel Fauré y el mismo Kreisler. Consigue posteriormente otros importantes premios, como el Sarasate, el Jules Garcin y el Monnot. 
En el vigoroso ambiente musical y artístico parisino de la época, trata a otros importantes músicos Manuel de Falla, Joaquín Turina, Pablo Casals y Darius Milhaud.
En 1914 visitó Nueva York por primera vez, ofreciendo conciertos junto al pianista y director de orquesta José Cubiles y al violoncelista Casaux, además de la pianista francesa Martha Lehman, con quien se casó en 1915. Martha Lehman había sido ganadora del mismo concurso del Conservatorio de París, pero en la modalidad de piano. 
Manuel Quiroga dio muchos conciertos, en España y Norteamérica, con el pianista José Iturbi, que también había sido compañero de estudios en París. El 30 de junio de 1918 por acuerdo del ayuntamiento de Pontevedra su calle natal pasó a denominarse Manuel Quiroga en su honor, rindiéndole este homenaje cuando solo tenía 26 años y ya había alcanzado grandes éxitos en Europa y Estados Unidos entre otros lugares del mundo.
En 1922 Manuel Quiroga realiza giras de conciertos por España acompañado por el pianista Argentino Juan José Castro.
Su dilatada carrera como concertista internacional se vio dramáticamente truncada a los cuarenta y seis años. La tragedia tuvo lugar el 8 de junio de 1937 en Nueva York. Tras despedirse de José Iturbi en Times Square, de camino a sus respectivos hoteles, tras haber ofrecido un concierto juntos, Quiroga fue brutalmente atropellado por un camión. El resultado fue la pérdida de la movilidad progresiva de su brazo derecho, que pronto se convirtió en una parálisis, que le impidió seguir tocando el violín a nivel de concierto, a pesar de sus tenaces esfuerzos por recuperarse. Durante este tiempo se dedica a componer y a pintar.  En 1949 se inauguró un monumento en su honor en los Jardines del Doctor Marescot de Pontevedra.
El resto de su vida la pasó prácticamente confinado en un sanatorio de Madrid acompañado por María Eladia Galvani Bolognini (Gigi). Se traslada a Pontevedra definitivamente en 1959 a la casa familiar. Continuó componiendo música, muriendo en su ciudad natal el 19 de abril de 1961.
Como compositor, escribió varias docenas de piezas breves para violín, y cadencias para muchos de los grandes conciertos clásicos. 

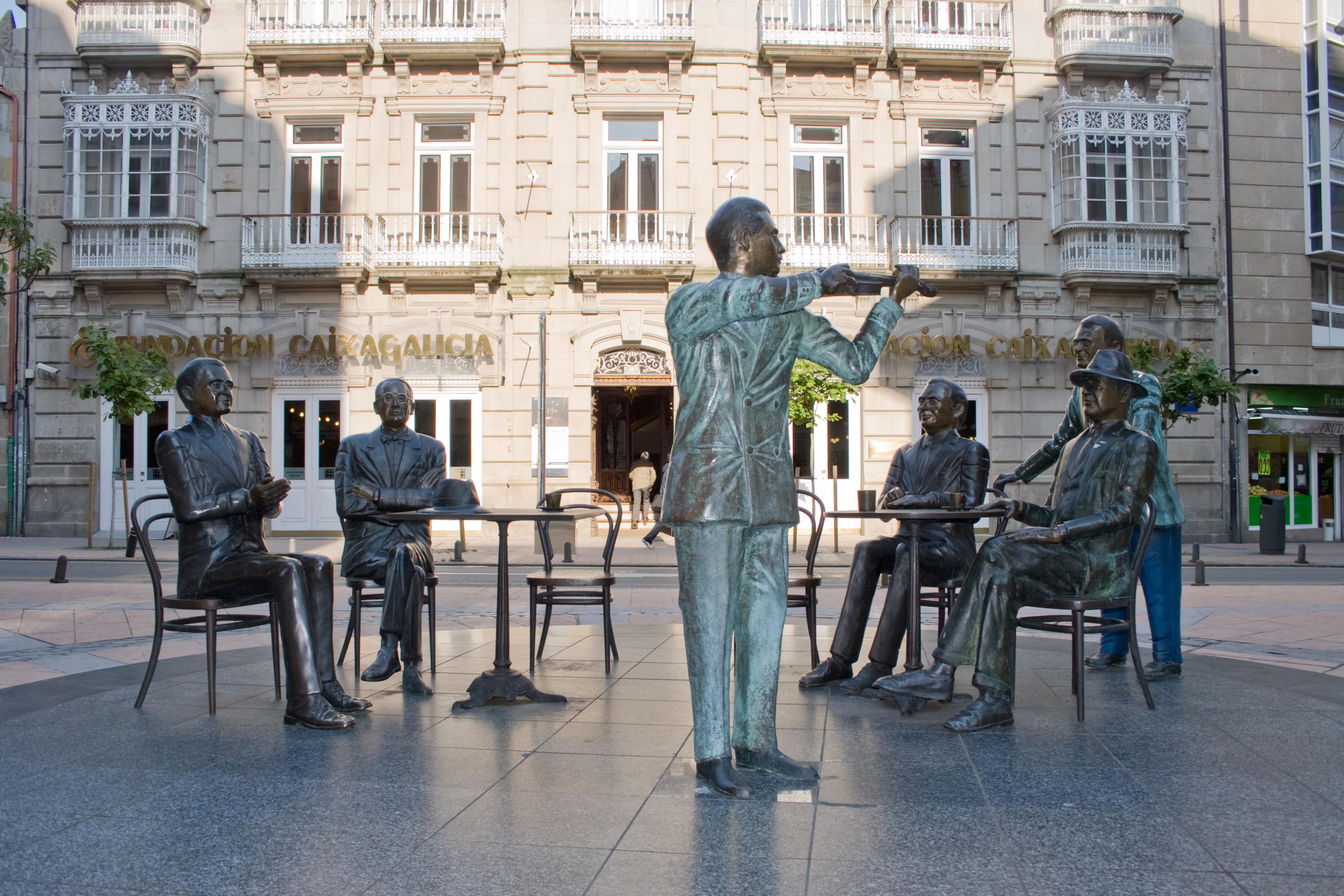
Monumento a la Tertulia con la Estatua de Quiroga con amigos −Alexandre Bóveda (1903-1936), Castelao (1886-1950), Manuel Quiroga (con violin), Valentín Paz Andrade (1899-1987), Carlos Casares (1941-2008) y Ramón Cabanillas (1876-1959)− en la Plaza de San José, Pontevedra, obra de César Lombera.

Durante su carrera como concertista tocó violines muy importantes, como un Amati de 1684, que le cedió en su infancia una familia patricia de Pontevedra, a quien el violín le había sido regalado por la reina Isabel II y que se conserva hoy en el Museo Provincial de esta ciudad, un Guadagnini, que adquirió él mismo, y al menos un par de Stradivarius, uno cedido por la viuda de Joachim Reifenberg y otro, de 1713, cedido por Jeannette Wallen y un Guarneri del Gesù, de 1737, cedido por el millonario comerciante estadounidense John Wanamaker.
Recibió importantes condecoraciones, entre las que cabe destacar el nombramiento como Caballero de la Legión de Honor francesa y la Orden de Alfonso X el Sabio española.
El cuarteto de cuerda Cuarteto Quiroga, fue fundado con la voluntad de rendir homenaje a su figura.
Fue además, un dotado dibujante y caricaturista aficionado. 
El Conservatorio Manuel Quiroga de Pontevedra, antiguo Conservatorio de Pontevedra fundado en 1863, lleva actualmente el nombre del violinista en su homenaje.

## Obras[4]

### Obras sobre temas españoles
- Danzas españolas

Canto y danza Andaluza
Jota nº 1
Jota nº 2
Lamento andaluz
Playera y zapateado
Rondalla
Zapateado
Zortzico
- Danzas cubanas y argentinas

1ª Guajira
2ª Guajira
1ª Habanera
2ª Habanera
1ª Danza argentina
2ª Danza argentina
- Himnos y canciones para Galicia y España

¡España!
Galicia
Alalá
Alborada
Emigrantes celtas
Muñeira

### Otra obra original
- Canto Amoroso
- Viena
- Bruissement d’ailes
- Scherzando
- Premier Concerto dans le Style Antique pour violon et orchestre
- Alborada Gallega

- Transcripciones

Allegrissimo de Scarlatti
Allegro de Scarlatti
Andante cantabile de Mendelssohn
- Cadenzas

para el Concierto para violín de Beethoven
para el Concierto para violín de Brahms
para el Concierto para violín K.216 de Mozart
para el Concierto para violín K.218 de Mozart
para el Concierto para violín K.219 de Mozart
para el Concierto para violín K.268 de Mozart
para el Concierto para violín K.271a de Mozart
para el Concierto para violín núm. 1, Op. 6 de Paganini
para el Concierto para violín núm. 2, Op. 6 de Paganini (1921)
Cadencia para una fantasía
- Études, caprices y variaciones para violín solo

Estudio
 Tres caprichos
 Seis caprichos
 9 variaciones sobre el capricho núm. 24 de Paganini
 12 variaciones sobre el capricho núm. 24 de Paganini

### Algunas obras dedicadas a Manuel Quiroga Losada por otros compositores
- Sonata para violín y piano, por Enrique Granados
- Six Etudes de Concerto, por su profesor Edouard Nadaud (1862-1928)
- Humoresque pour violon et piano, por Paul Paray
- Les Promis, por Marcel Samuel-Rousseau
- Air de Danse, por Roger Penou
- Sonata Op. 27, nº 6, para violín por Eugène Ysaÿe
- Fantasía para violín y orquestapor Eduardo Fabini